# Johnny Kilbane
Johnny Kilbane (* 18. April 1889 in Cleveland als John Patrick Kilbane; †  31. Mai 1957 ebenda) war ein US-amerikanischer Boxer.

## Profikarriere
Konterboxer Kilbane war ein Federgewichtler. Er begann seine Profikarriere 1907 im Alter von 18 Jahren. Am 24. Oktober 1910 boxte er erstmals um die Weltmeisterschaft im Federgewicht unterlag aber dem erfahrenen Abe Attell über zehn Runden nach Punkten.
Am 22. Februar 1912 kam es zu Rückkampf. Kilbane schlug Attell über die Distanz von zwanzig Runden nach Punkten und wurde Weltmeister. In den folgenden Jahren verteidigte er den Titel mehrfach. 1913 boxte er dabei unentschieden mit Johnny Dundee. Im Jahr 1917 versuchte er sich außerdem im Leichtgewicht, war aber gegen Benny Leonard chancenlos und ging in Runde drei KO.
Nachdem er 1923 mit 34 zwei Jahre nicht mehr gekämpft, verlor er den Titel gegen den schlagstarken Eugène Criqui durch technischen KO in der sechsten Runde.
Kilbanes Amtszeit als Weltmeister (1912–1923) ist die zweitlängste nach Joe Louis.
1995 fand Kilbane Aufnahme in die International Boxing Hall of Fame.